# Michel Bizot (stacja metra)
Michel Bizot – stacja linii nr 8 metra  w Paryżu. Stacja znajduje się w 12. dzielnicy Paryża. Została otwarta 5 maja 1931 r.